# Oribotritia submolesta
Oribotritia submolesta är en kvalsterart som beskrevs av Wojciech Niedbała 2000. Oribotritia submolesta ingår i släktet Oribotritia och familjen Oribotritiidae. Inga underarter finns listade i Catalogue of Life.